# القناص: المهمة الأخيرة
المهمة الأخيرة، (باليابانية: 劇場版 HUNTER×HUNTER -The LAST MISSION-‎) هو الفيلم الثاني  المستوحى من مانغا يوشيهيرو توغاشي هانتر × هانتر، وهو من إخراج كاواغوتش كييتشيرو ومن تأليف كيشيما نوبواكي. عرض الفيلم في دور السينما اليابانية في 27 من ديسمبر 2013.

## ملخص القصة
ينقسم أقوى الصيادين الذين كانوا ينتمون لجمعية الصيادين في السابق إلى «نور» و«ظلام»، ويسلك كل واحد منهم طريقه الخاص. شرع الجانب «المظلم» في مهمة تدمير كل الصيادين.

## روابط خارجية
- القناص: المهمة الأخيرة على موقع IMDb (الإنجليزية)
- القناص: المهمة الأخيرة على موقع روتن توميتوز (الإنجليزية)
- القناص: المهمة الأخيرة على موقع نتفليكس (الإنجليزية)
- القناص: المهمة الأخيرة على موقع أول موفي (الإنجليزية)
- القناص: المهمة الأخيرة على موقع فيلمافينيتي (الإسبانية)
- القناص: المهمة الأخيرة على موقع قاعدة بيانات الفيلم (الإنجليزية)
- القناص: المهمة الأخيرة على موقع ليتربوكسد (الإنجليزية)
- القناص: المهمة الأخيرة على موقع كينوبويسك (الروسية)
- القناص: المهمة الأخيرة على موقع ANN anime (الإنجليزية)